# Ormar
Ormar (Serpentes) är en underordning i ordningen fjällbärande kräldjur. De har smal kropp och cylindrisk kroppsform. Ormarna är växelvarma och köttätare, och vissa är kannibaler, det vill säga de äter individer av samma art. Några arter har utvecklat ett värmekänsligt organ i nosen, med vilket de i mörker kan känna kroppsvärmen av ett bytesdjur. Den äldsta bevarade förteckningen över olika ormar återfinns i Brooklyn-papyrusen.
De allra flesta ormar lever på land, men det finns ungefär ett 60-tal arter som lever i haven. Havsormarna anses ha det starkaste giftet, men är inte aggressiva.

## Utbredning
Ormar förekommer nästan över hela jorden. Allmänt ligger deras utbredningsområde mellan 63° nordlig bredd och 43° sydlig bredd. Den nordligaste arten är huggormen, som förekommer i Skandinavien, och den sydligaste är Bothrops ammodytoides som lever i Patagonien. Inom utbredningsområdet finns det dock några öar och ögrupper där ormar saknas. Dessa är Irland, Island, Azorerna, Bermuda, Nya Zeeland och Hawaii.
Under evolutionens lopp har ormar anpassat sig till olika habitat. Det finns arter som lever på land eller under jorden, arter som lever i vatten (i både salt- och sötvatten) och arter som lever i träd. En del arter förekommer i flera av de nämnda habitaten. De områden där det finns många olika resurser och ett flertal ekologiska nischer har det största antalet ormarter. Den största artrikedomen finns därför i tropikerna. Trots det finns det ändå ormar i till synes ogynnsamma regioner som öknar och bergskedjor.

### Ormar i Sverige
I Sverige förekommer arterna huggorm (Vipera berus), snok (Natrix natrix) och hasselsnok (Coronella austriaca). Sveriges ormar är alla fridlysta. Kopparödla kallas ibland för kopparorm eller ormslå men är alltså en ödleart och inte en orm. Huggormen är den enda giftiga ormen i Sverige, men dess bett är sällan livshotande för en vuxen människa.

## Kännetecken

### Allmänt
Kroppslängden varierar kraftigt mellan olika ormar. Arterna i familjen maskormar är bara 15 centimeter långa. Störst bland ormarna är Nätpyton som kan nå en kroppslängd på nära 10 meter. Även vad gäller tvärsnittet finns skillnader. Det kan vara runt, ovalt, nästan trekantigt eller ha formen av ett toastbröd.
Ormarnas mun är formad så att de kan sträcka ut tungan utan att behöva öppna hela munnen. Vissa ormar kan öppna munnen så mycket att de kan svälja ett helt vildsvin. Könsdimorfism förekommer hos ormar i sällsynta fall. Till exempel är honor av huggormen (Vipera berus) mer brun- eller rödaktiga än hanar och honornas mönstring är inte så tydlig.
Även kroppsfärgen varierar. Några icke-giftiga arter har under evolutionens gång skaffat liknande färg som giftiga arter för att skydda sig mot fiender.
Ormar har i motsats till ödlor sammanvuxna och genomskinliga ögonlock.

### Huden
Ormarnas hud består av tre skikt: överhuden (epidermis), läderhuden (dermis) och underhuden (subcutis). Alla skikt har olika funktioner. Cellerna i överhuden innehåller keratin för att bilda ett tätt och flexibelt hornskikt i form av fjäll. Överhuden skyddar djuret mot skadlig inverkan från omvärlden. I läderhuden finns flera nervändor, bindvävnad, blodkärl och pigmentceller. I underhuden sparar ormen fett som energireserv.

### Fjäll

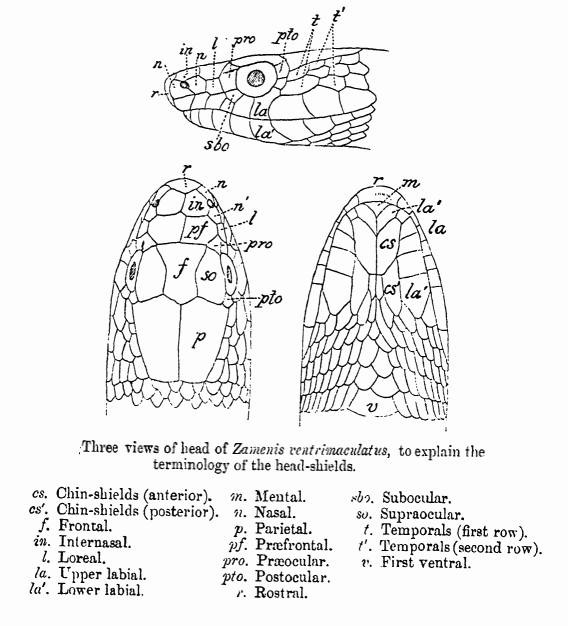
Skiss på indelning och räkning av fjäll/plåtar på huvudet

Ormar kan ha många olika fjälluppbyggnader. Vissa ormar har speciellt utvecklade fjäll för att klättra, simma, hålla kvar byten eller för att lättare kunna gräva. Ormens fjäll hjälper också till att identifiera vilken art ormen tillhör, genom plåtarnas antal och fjällens olika former och delningar.

#### Ryggfjäll
- Släta ryggfjäll: Små eller stora fjäll, har inga vassa kanter eller upphöjningar på fjällen.
- Kantiga ryggfjäll: Fjäll som är spetsigare och har en kant i mitten på varje fjäll. De har också ett trekantigt mönster och det är efter det som man gett namnet.

### Ben
Ormar har bara tre sorters ben: ben i kraniet, ryggkotor och revben. De saknar bäcken, skuldergördel och bröstben. På grund av att käken och benen i gommen bara är sammanlänkade med band kan de öppna munnen väldigt mycket. Ryggkotornas antal är vanligtvis 200 (maximalt 435). Alla revben sitter med en led på ryggkotorna.

### Huggtänder

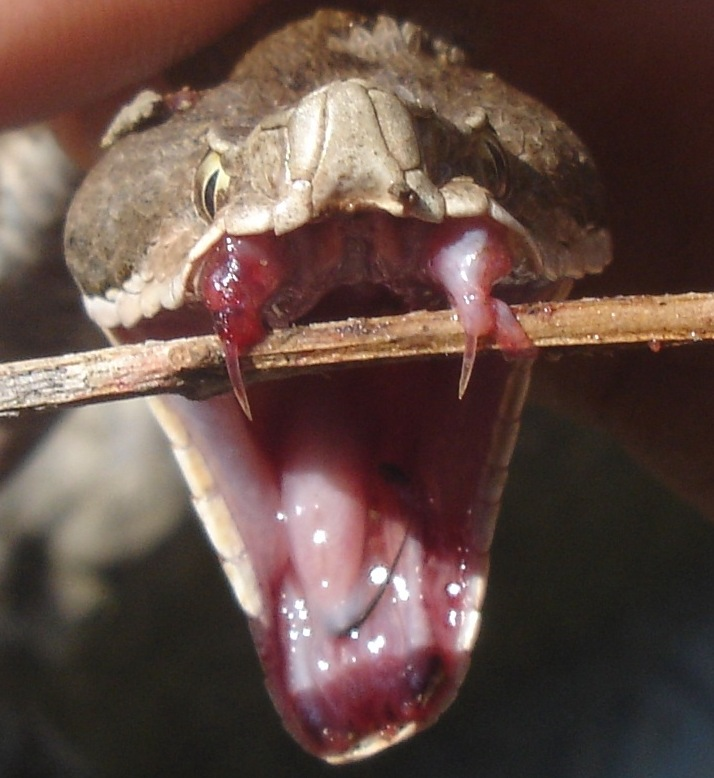
En huggorms huggtänder

Alla ormar har lätt giftig saliv och matsmältningsvätskor som används för att bryta ner maten. De som betecknas som giftiga har ombildat och förstärkt detta gift och använder det till att döda sina byten. Många ormar är predatorer och de sväljer sina byten hela till skillnad från många andra rovdjur som har extremiteter vilket gör det enklare att slita sönder sina byten. Med hjälp av gifttänderna kan de paralysera eller döda även större byten som annars kan smita iväg.
Det finns två varianter av gifttänder. Antingen har tanden en fåra på utsidan där giftet kan sippra ner i bytet eller så är den ihålig och fungerar mer som en spruta.
Traditionellt grupperar man ormar efter huggtändernas placering i käken, främre huggtänder (proteroglyfa) eller bakre huggtänder (opistoglyfa). En fördel med att ha huggtänderna framme i käken är att giftet kan sprutas in i bytet i ett enda hugg och ormen behöver bara därefter följa efter bytet till dess att giftet börjar verka.
På en del ormarter är huggtänderna fastsittande på liknande sätt som vanliga tänder medan huggtänderna på andra ormar är rörliga och är infällda ända tills att ormen ska bita sitt byte då de fälls ut.
Ibland tappar ormar tänder då de till exempel fastnat i bytet, då växer det ut en ny tand på samma plats.

#### Evolution av huggtänder
Nya studier tyder på att alla giftiga ormar har en gemensam stamfader. De olika huggtändernas position har hos olika ormarter påvisat oberoende evolution.
En undersökning av embryon från åtta olika arter med främre eller bakre huggtänder (inklusive en art helt utan huggtänder) har visat att de främre huggtänderna hos till exempel Viperidae och Elapidae utvecklas långt bak i den övre käken för att sedan vandra fram till sin rätta plats. De bakre huggtänderna, till exempel hos vissa ormar som tillhör familjen Colubridae, stannar istället kvar på den ursprungliga platsen. De olika släktlinjerna kunde därefter utveckla sina komplicerade giftsystem. 
Den nya undersökningen föreslår en ny modell för evolutionen av ormens huggtänder. Undersökningen visar den förhistoriska mekanismen som gjorde att ormens huggtänder utvecklades utifrån tänderna. Den bakre delen av ormens tandformande lager i den övre käken blev för länge sedan utvecklingsmässigt separerad ifrån resten och bildade då ett främre och ett bakre tandformande lager som är utvecklingsmässigt oberoende från varandra. Hos ormar med bakre huggtänder finns detta förhållande kvar, det bakre lagret bildar huggtänderna medan det främre bildar vanliga tänder. 
Även hos ormar med främre huggtänder är det det bakre lagret som bildar dessa huggtänderna. Den nya modellen tyder på att ormar med främre huggtänder förlorade det främre tandformande lagret och det bakre lagret bildade huggtänder som kunde vandra fram till en främre, mer effektiv position. Modellen tyder även på att Viperidae och Elapidae oberoende från varandra förlorade det främre tandformande lagret, vilket stämmer överens med det faktum att de inte bildar en monofyletisk grupp.

#### Andra evolutionära teorier
- Ormar med främre huggtänder bildar en monofyletisk grupp och härstammar från de bakre huggtänderna.
- Elapidae och deras huggtänder härstammar från främre tänderna medan Viperidaes huggtänder härstammar från de bakre huggtänderna.
- Elapidae och Viperidaes huggtänder har oberoende av varandra härstammat från de bakre huggtänderna.[5]

## Levnadssätt
Ormar lever vanligen ensamma och deras sociala beteende är mindre välutvecklat. De möts bara under ett fåtal situationer, såsom vid parningen (se rubriken fortplantning). De möts också vid platser med särskilt bra tillgång till föda. Till exempel uppsöker individer av arten strumpebandssnok (Thamnophis sirtalis) vattenansamlingar där tusentals grodor som just avslutad metamorfosen kommer på land. De kan också mötas vid platser som är särskilt lämpliga för att lägga ägg på (ofta finns brist på dessa platser och därför samlas flera honor på ett ställe) eller för att skapa ett gynnande mikroklimat (dräktiga honor skapar på så sätt goda förutsättningar för sina ungdjur, i tempererade regioner samlas några ormar när de övervintrar).
Ormar har sällan ett revir. Ett känt undantag är mambor (Dendroaspis) under parningstiden. Flera arter stannar hela livet i samma region men det finns även arter som vandrar. Vandringar kan hänga ihop med årstiderna eller så förflyttar sig ormarna när antalet individer i ett område blir för stort. En del arter som vanligen lever i öknar (till exempel den amerikanske sidvindaren, Crotalus cerastes) utför ibland längre vandringar vars syfte är okänt.

### Rörelse
Beroende på levnadsområdet har ormar olika rörelsesätt. Ormar som lever terrestriskt kan oftast kravla och simma. Undantaget är ormar som lever under jorden. Dessa måste gräva för att komma framåt. Havsormar (Hydrophiinae) har särskilt bra förmåga att dyka. De stänger sina näsöppningar och stannar upp till en timme under vattenytan. Dessutom kan några arter klättra och hoppa och en del trädlevande arter kan till och med glida en bit genom luften. De plattar ut sin kropp och svävar till nästa träd. Som det nämnts i början använder sig de flesta ormar av ett kravlande rörelsesätt men de har olika tekniker:

Skiss som visar en orm som vindar sig åt sidan.

- Att ormen slingrar sig är den vanligaste metoden. Ormen pressar sina starka muskler mot olika föremål på marken (stenar, kvistar) och trycker sig snett framåt. Då olika delar av kroppen pressar djuret till vänster och andra delar till höger är den resulterande riktningen rakt fram. I djungeln når några arter på så sätt en hastighet upp till 6 kilometer per timme.
- Med periodiska vågor genom kroppen som åstadkoms med hjälp av muskelkontraktioner kravlar några arter på linjen rakt fram. Denna metod används till exempel i trånga bergssprickor men hastigheten är låg.
- Att slingra sig åt sidan (se bilden) används ofta av ormar som lever i öknar.
- Några arter rör sig på ett sätt som påminner om ett dragspel. De drar sin bakre kropp fram och lägger den i flera veck och sedan sträcks den främre delen framåt.

## Systematik och evolution
För en utförligare systematik med alla släkten, se Ormars systematik.
Ungefär 3 000 arter av orm är kända. För några taxon är det oklart huruvida de utgör underarter eller självständiga arter och dessutom beskrivs ständigt nya arter. På grund av detta skiljer sig antalet arter i olika vetenskapliga avhandlingar. Även släktskapsförhållandena mellan de kända arterna är inte helt utredd. Taxonomin redovisas därför annorlunda i olika studier.
Ormar antas under en period av sin evolution ha levt under jord, där de förlorade sina ben eftersom de inte behövdes och mestadels var i vägen.[källa behövs] Av samma orsak har ormarna också förlorat sina ögonlock, vilka ersatts av ett permanent skyddande hudskikt. En indikation på att denna teori stämmer är att ormar fortfarande söker skydd i håligheter och gropar när de känner sig hotade av rovdjur eller oväder.[källa behövs]
Följande lista med 24 familjer är enligt The Reptile Database:
- Överfamilj Acrochordoidea
  - Vårtormar (Acrochordidae)
- Överfamilj Uropeltoidea s.l. 
  - Anomochilidae
  - Cylinderormar (Cylindrophiidae)
  - Sköldsvansormar (Uropeltidae)
- Överfamilj Pythonoidea s.l.
  - Mexikanska dvärgpytonormar (Loxocemidae)
  - Pytonormar (Pythonidae)
  - Glansormar (Xenopeltidae)
- Överfamilj Booidea
  - Boaormar (Boidae)
- Överfamilj Colubroidea
  - Snokar (Colubridae)
  - Lamprophiidae Fitzinger 1843
  - Giftsnokar (Elapidae)
  - Homalopsidae (Bonaparte 1845)
  - Pareatidae Romer 1956
  - Huggormar (Viperidae)
  - Xenodermatidae (Gray 1849)
- Överfamilj Typhlopoidea eller Scolecophidia
  - Anomalepidae
  - Gerrhopilidae
  - Maskormar (Typhlopidae)
  - Leptotyphlopidae
  - Xenotyphlopidae
- incertae sedis
  - Falska korallormar (Aniliidae)
  - Mauritiusboor (Bolyeriidae)
  - Tropidophiidae
  - Xenophidiidae

## Ormen och människan
Vissa har ormar som husdjur, vanligtvis i terrarium. Ormtjusare använder ormar till i sina uppträdanden. 
Att vara rädd, eller tycka att ormar är obehagliga är vanligare än många andra fobier. Fobin för ormar kallas ophidiofobi.
Ormar är vanliga i mytologi. Ormen i Gamla Testamentet är ett känt exempel. I form av ormskålen och eskulapstaven är ormar symboler för farmaci och läkare. Ormen är ett av de kinesiska zodiakdjuren.
I Jämtland och Hälsingland kallas en orm långkuse dialektalt.